# Gura Crucilor, Vâlcea
Gura Crucilor este un sat în comuna Dănicei din județul Vâlcea, Muntenia, România.
Coordonate geografice 44° 55' 0" N, 24° 27' 0" E.
 Acest articol despre o localitate din județul Vâlcea este deocamdată un ciot. Puteți ajuta Wikipedia prin completarea lui.